# Omécourt
Omécourt är en kommun i departementet Oise i regionen Hauts-de-France i norra Frankrike. Kommunen ligger i kantonen Formerie som tillhör arrondissementet Beauvais. År 2022 hade Omécourt 203 invånare.

## Befolkningsutveckling
Antalet invånare i kommunen Omécourt
| Referens: INSEE |